# 黑化集团股份
黑龍江黑化集團(股份)有限公司，簡稱黑化集团（股份）有限公司、黑化集团股份、黑化集團、黑龍江黑化集團股份或黑龍江黑化集團，中國化工集團公司旗下的中國昊華化工集團附屬公司，曾是直接隶属于齐齐哈尔市政府管辖，前身是始建于1958年的黑龙江化工总厂，公司主要产品生产能力 目前已开发出焦化、化肥、化工三大系列产品，多种产品出口。董事長為王宏伟。旗下上市黑龍江黑化股份有限公司（上交所：600179）於1997年在上海證券交易所上市，是一家位于中国黑龙江省齐齐哈尔市富拉尔基区嫩江江畔的大型化工企业。
不過對投資者令人不解是，在10家A股上市中，所有業績全部欠佳，同時因為效益問題，而未能得到解決。